# Спортсмен року в Литві
З 1956 року Литва вшановує найвидатнішого спортсмена року. До 2014 року переможець отримував статуетку бронзового лучника. З 2014 року церемонія нагородження була змінена і доповнена новими категоріями. 

## Одержувачі
| Рік           | Переможець                                | Вид спорту                                | Стать                                                                             | Команда року                                                   |
| ------------- | ----------------------------------------- | ----------------------------------------- | --------------------------------------------------------------------------------- | -------------------------------------------------------------- |
| 1956          | Альгірдас Шоцикас                         | Бокс                                      | Ч                                                                                 |                                                                |
| 1957          | Йонас Піпіне                              | Легка атлетика                            | Ч                                                                                 |                                                                |
| 1958          | Біруте Каледене                           | Легка атлетика                            | Ж                                                                                 |                                                                |
| 1959          | Адольфас Варанаускас                      | Легка атлетика                            | Ч                                                                                 |                                                                |
| 1960          | Антанас Багдонавічюс, Зигмас Юкна         | Веслування                                | Ч                                                                                 |                                                                |
| 1961          | Антанас Багдонавічюс, Зигмас Юкна         | Веслування                                | Ч                                                                                 |                                                                |
| 1962          | Антанас Ваупшас                           | Легка атлетика                            | Ч                                                                                 |                                                                |
| 1963          | Адольфас Варанаускас                      | Легка атлетика                            | Ч                                                                                 |                                                                |
| 1964          | Річардас Тамуліс                          | Бокс                                      | Ч                                                                                 |                                                                |
| 1965          | Модестас Паулаускас                       | Баскетбол                                 | Ч                                                                                 |                                                                |
| 1966          | Модестас Паулаускас                       | Баскетбол                                 | Ч                                                                                 |                                                                |
| 1967          | Модестас Паулаускас                       | Баскетбол                                 | Ч                                                                                 |                                                                |
| 1968          | Данас Познякас                            | Бокс                                      | Ч                                                                                 |                                                                |
| 1969          | Модестас Паулаускас                       | Баскетбол                                 | Ч                                                                                 |                                                                |
| 1970          | Модестас Паулаускас                       | Баскетбол                                 | Ч                                                                                 |                                                                |
| 1971          | Модестас Паулаускас                       | Баскетбол                                 | Ч                                                                                 |                                                                |
| 1972          | Модестас Паулаускас                       | Баскетбол                                 | Ч                                                                                 |                                                                |
| 1973          | Владас Чесюнас                            | Веслування на каное                       | Ч                                                                                 |                                                                |
| 1974          | Владас Чесюнас                            | Веслування на каное                       | Ч                                                                                 |                                                                |
| 1975          | Чесловас Єзерскас                         | Боротьба                                  | Ч                                                                                 |                                                                |
| 1976          | Ангеле Рупшиєне                           | Баскетбол                                 | Ж                                                                                 |                                                                |
| 1977          | Вільгельміна Бардаускене                  | Легка атлетика                            | Ж                                                                                 |                                                                |
| 1978          | Вільгельміна Бардаускене                  | Легка атлетика                            | Ж                                                                                 |                                                                |
| 1979          | Ліна Качюшите                             | Плавання                                  | Ж                                                                                 |                                                                |
| 1980          | Ліна Качюшите                             | Плавання                                  | Ж                                                                                 |                                                                |
| 1981          | Робертас Жулпа                            | Плавання                                  | Ч                                                                                 |                                                                |
| 1982          | Владас Турла                              | Стрільба                                  | Ч                                                                                 |                                                                |
| 1983          | Анна Амбразене                            | Легка атлетика                            | Ж                                                                                 |                                                                |
| 1984          | Арвідас Сабоніс                           | Баскетбол                                 | Ч                                                                                 |                                                                |
| 1985          | Арвідас Сабоніс                           | Баскетбол                                 | Ч                                                                                 |                                                                |
| 1986          | Арвідас Сабоніс                           | Баскетбол                                 | Ч                                                                                 |                                                                |
| 1987          | Шарунас Марчюльоніс                       | Баскетбол                                 | Ч                                                                                 |                                                                |
| 1988          | Гінтаутас Умарас                          | Велоспорт на треку                        | Ч                                                                                 |                                                                |
| 1989          | Шарунас Марчюльоніс                       | Баскетбол                                 | Ч                                                                                 |                                                                |
| 1990          | Шарунас Марчюльоніс                       | Баскетбол                                 | Ч                                                                                 |                                                                |
| 1991          | Шарунас Марчюльоніс                       | Баскетбол                                 | Ч                                                                                 |                                                                |
| 1992          | Ромас Убартас                             | Легка атлетика                            | Ч                                                                                 |                                                                |
| 1993          | Віталіус Карпачаускас                     | Бокс                                      | Ч                                                                                 |                                                                |
| 1994          | Раймундас Мажуоліс                        | Плавання                                  | Ч                                                                                 |                                                                |
| 1995          | Ремігіюс Лупейкіс                         | Велоспорт на треку                        | Ч                                                                                 |                                                                |
| 1996          | Арвідас Сабоніс                           | Баскетбол                                 | Ч                                                                                 |                                                                |
| 1997          | Раймондас Шюгждініс                       | Вітрильний спорт                          | Ч                                                                                 |                                                                |
| 1998          | Діана Жіліуте                             | Шосейний велоспорт                        | Ж                                                                                 |                                                                |
| 1999          | Едыта Пучинскайте                         | Шосейний велоспорт                        | Ж                                                                                 |                                                                |
| 2000          | Віргіліюс Алекна                          | Легка атлетика                            | Ч                                                                                 |                                                                |
| 2001          | Раса Полікевічуте                         | Шосейний велоспорт                        | Ж                                                                                 |                                                                |
| 2002          | Раймондас Румшас                          | Шосейний велоспорт                        | Ч                                                                                 |                                                                |
| 2003          | Шарунас Ясікявічюс                        | Баскетбол                                 | Ч                                                                                 |                                                                |
| 2004          | Віргіліюс Алекна                          | Легка атлетика                            | Ч                                                                                 |                                                                |
| 2005          | Віргіліюс Алекна                          | Легка атлетика                            | Ч                                                                                 |                                                                |
| 2006          | Віргіліюс Алекна                          | Легка атлетика                            | Ч                                                                                 |                                                                |
| 2007          | Рамунас Шишкаускас                        | Баскетбол                                 | Ч                                                                                 |                                                                |
| 2008          | Едвінас Крунголцас                        | Сучасне п'ятиборство                      | Ч                                                                                 |                                                                |
| 2009          | Симона Крупецкайте                        | Велоспорт на треку                        | Ж                                                                                 |                                                                |
| 2010          | Симона Крупецкайте                        | Велоспорт на треку                        | Ж                                                                                 |                                                                |
| 2011          | Лаура Асадаускайте                        | Сучасне п'ятиборство                      | Ж                                                                                 |                                                                |
| 2012          | Рута Мейлутіте                            | Плавання                                  | Ж                                                                                 |                                                                |
| 2013          | Рута Мейлутіте                            | Плавання                                  | Ж                                                                                 | Національна чоловіча баскетбольна збірна                       |
| Зміна формату |                                           |                                           |                                                                                   |                                                                |
| Рік           | Спортсмен року                            | Спортсменка року                          | Чоловіча команда року                                                             | Жіноча команда року                                            |
| 2014          | Євген Шуклін (веслування на каное)        | Рута Мейлутіте (плавання)                 | Академічне веслування - парна двійка (Ріттер/Мащінскас)                           | Академічне веслування - парна двійка (Вальчукайте/Віштартайте) |
| 2015          | Рамунас Навардаускас (шосейний велоспорт) | Laura Asadauskaitė (Сучасне п'ятиборство) | Збірна Литви з баскетболу                                                         | Академічне веслування - парна двійка (Вальчукайте/Віштартайте) |
| 2016          | Аурімас Дідзбаліс (важка атлетика)        | Симона Крупецкайте (шосейний велоспорт)   | Академічне веслування - парна двійка (Ріттер/Грішконіс)                           | Академічне веслування - парна двійка (Вальчукайте/Віштартайте) |
| 2017          | Андрюс Гудзюс (легка атлетика)            | Айріне Пальшите (легка атлетика)          | Академічне веслування - парна четвірка (Адомавичус/Мащінскас/Джяугис/Немеравічюс) | Академічне веслування - парна двійка (Вальчукайте/Адомавичуте) |
| 2018          | Андрюс Гудзюс (легка атлетика)            | Рута Мейлутіте (плавання)                 | Академічне веслування - парна четвірка (Адомавичус/Мащінскас/Немеравічюс/Ріттер)  | Академічне веслування - парна двійка (Valčiukaitė/Адомавичуте) |